# 5503-as mellékút (Magyarország)
Az 5503-as mellékút egy bő 6 kilométeres hosszúságú, négy számjegyű mellékút Bács-Kiskun vármegye déli részén; az 55-ös főút tataházi szakaszától vezet Bácsalmás központjáig.

## Nyomvonala
Tataháza központjának keleti részén ágazik ki az 55-ös főútból, nem sokkal annak a 72. kilométere után. Dél-délkelet felé indul, Bajcsy-Zsilinszky utca néven, majd egyetlen sarokkal arrébb, mintegy 150 méter után kiágazik belőle nyugat-délnyugati irányban (tehát az 55-össel párhuzamosan) az 5504-es út, Mátételke-Bácsbokod felé. 1,2 kilométer után éri el a község belterületének déli szélét, csaknem pontosan egy kilométerrel arrébb pedig ki is lép Tataháza határai közül.
Bácsalmás területén folytatódik, változatlan irányban, jó darabig külterületek között, csak 4,7 kilométer megtételét követően éri el a város legészakibb fekvésű házait. Települési neveként itt a Kossuth Lajos utca nevet veszi fel, Települési neveként itt a Kossuth Lajos utca nevet veszi fel, így húzódik, a belterületen már szinte teljesen déli irányt követve. A városközpont nyugati szélét megközelítve véget is ér, beletorkollva az 5501-es útba, annak a 36+900-as kilométerszelvényénél.
Teljes hossza, az országos közutak térképes nyilvántartását szolgáló kira.gov.hu adatbázisa szerint 6,237 kilométer.

## Települések az út mentén
- Tataháza
- Bácsalmás